# 张英杰 (1929年)
张英杰（1929年—），男，北京人，中国杂技表演艺术家，曾任中国杂技艺术家协会副主席。